# ایتالیایی-آرژانتینی
ایتالیایی-آرژانتینی‌ها (به ایتالیایی: Italo-Argentini، به اسپانیایی: Italo-Argentinos) شهروندانی آرژانتینی هستند که تباری ایتالیایی دارند یا کسانی هستند که در ایتالیا زاده شده‌اند و در آرژانتین اقامت دارند. ایتالیا اولین منشأ قومی آرژانتین مدرن است. تخمین زده می‌شود که بیش از ۲۵ میلیون آرژانتینی، تبار ایتالیایی دارند.